# Sebastian Ubermanowicz
Sebastian Ubermanowicz, SJ (ur. 1698, zm. 14 grudnia 1764 w Nancy) – jezuita i kaznodzieja, spowiednik nadworny Stanisława Leszczyńskiego.
W 1711 wstąpił do zakonu jezuitów. Był kaznodzieją i profesorem filozofii, fizyki i matematyki w kolegium jezuitów w Poznaniu; zbiór jego kazań został ogłoszony drukiem pośmiertnie w latach 1764–1769 w drukarni królewskiej kolegium jezuitów w Kaliszu. 
Przez 22 lata był kaznodzieją i spowiednikiem nadwornym Stanisława Leszczyńskiego w Nancy, gdzie zmarł.

## Pisma
- Religia chrześcijańska po kaznodziejsku wykładana, 5 tomów, Kalisz 1764–1766.
- Kazania, 7 tomów, Kalisz;
- Kazania moralne i świąteczne, Kalisz 1769.